# Златният век (1984)
Вижте пояснителната страница за други значения на Златният век.
„Златният век“ е български 11-сериен телевизионен игрален филм (военен, драма, приключенски, исторически) от 1984 година на режисьора Любен Морчев, по сценарий на Димитър Балкански, Атанас Ценев и Никола Тихолов. Оператор е Крум Крумов. Сериалът е създаден по трилогията на Андрей Гуляшки „Златният век“. Музиката във филма е композирана от Кирил Цибулка.

## Сюжет
Внимание:  Текстът по-долу разкрива сюжета на произведението (или части от него)!
Сериалът разказва за живота на цар Симеон. Първата серия започва като запознаване със ситуацията от близкото минало, преди да бъде обявен за владетел, като показват как баща му Борис I ослепява най-големия си син Владимир Расате, който тогава е владетел на България и се опитва да върне България към езичеството, след като Борис I му отстъпва трона, за да се отдаде на църковен живот. След тази сцена започва историята на Симеон, като го обявяват за владетел на България. Още по време на церемонията Симеон дава първата си заповед – да има български свещеници и да се пее и говори главно на български в църковната област на цяла България. Филмът позволява на зрителя да види Златния Век на България през погледа на едрия и обикновен селянин Ханко, както и през погледа на царствения двор.
Златният век за народа – трагедия и едновременно радост, а за царя и приближените му – величие, престиж, успех и победа. Всички те срещат най-различни препятствия във филма.

## Серии
- Епизод I: Пролог – 62 минути
- Епизод II: Ханко тръгва на война – 59 минути
- Епизод III: Походът – 58 минути
- Епизод IV: Проклятието на Симеон – 62 минути
- Епизод V: Обратният път – 63 минути
- Епизод VI: Ханково правосъдие – 57 минути
- Епизод VII: Печелене на време – 57 минути
- Епизод VIII Победата – 59 минути
- Епизод IX: Ханко търси истината – 62 минути
- Епизод X: Мирът – 58 минути
- Епизод XI: Ахелой – 60 минути[1].

## Актьорски състав
| Роли                                                                      | Изпълнители                                    |
| ------------------------------------------------------------------------- | ---------------------------------------------- |
| цар Симеон I (в 11 серии: от I до XI вкл.)                                | Мариус Донкин                                  |
| Ханко, син на Даниил (в 11 серии: от I до XI вкл.)                        | Румян Лазов                                    |
| Борис I (в 6 серии: I, II, VI, VII, IX, X)                                | Кирил Янев                                     |
| Карач, майстор-строител от Червен (в 9 серии: I, II и от V до XI вкл.)    | Васил Михайлов                                 |
| Станол, ичергубоил (в 10 серии: I, II, III, IV, V, VI, VII, VIII, X, XI)  | Джоко Росич (като Джордже Росич)               |
| Охсун, ичергубоил (в 9 серии: I, II, III, IV, V, VI, VII, VIII, X)        | Иван Йорданов                                  |
| Даниил, бащата на Ханко (в 2 серии: I, II)                                | Юрий Яковлев                                   |
| майката на Ханко (в 2 серии: I, II)                                       | Катя Чукова                                    |
| Мария, съпруга на цар Симеон I (в 4 серии: I, II, V, VI)                  | Камелия Недкова                                |
| Курт (в 10 серии: I, II, III, IV, V, VI, VII, VIII, X, XI)                | Николай Хаджиминев                             |
| Лъв Магистър (в 5 серии: I, III, VII, VIII, X)                            | Иван Кондов                                    |
| Климент Охридски (в 2 серии: I, X)                                        | Петър Слабаков                                 |
| (в 8 серии: I, II, III, IV, V, VII, VIII, X)                              | Богомил Симеонов                               |
| Девора, жената на Ханко (в 2 серии: I, II)                                | Анриета Далова                                 |
| (в 3 серии: I, III, VIII)                                                 | Иван Тонев                                     |
| (в 4 серии: I, II, VII, IX)                                               | Калчо Георгиев                                 |
| Йоан Екзарх (в 8 серии: I, II, V, VI, VII, VIII, IX, X)                   | Димитър Еленов                                 |
| (в 5 серии: II, V, VI, VII, X)                                            | Васил Костов                                   |
| (в 7 серии: I, II, V, VI, VII, IX, X)                                     | Васил Червенков                                |
| (в 10 серии: I, II, III, IV, V, VI, VII, VIII, X, XI)                     | Георги Стефанов                                |
| (в 10 серии: I, II, III, IV, V, VI, VII, VIII, X, XI)                     | Румен Димитров                                 |
| (в 10 серии: I, II, III, IV, V, VI, VII, VIII, X, XI)                     | Александър Александров                         |
| (в 9 серии: I, II, III, IV, V, VI, VII, VIII, X)                          | Лъчезар Велинов                                |
| (в 3 серии: I, II, III)                                                   | Огнян Каменарски                               |
| (в 7 серии: I, II, III, IV, V, VI, VII)                                   | Красимир Ранков                                |
| (в 1 серия: VI)                                                           | Петко Диков                                    |
| (в 1 серия: I)                                                            | Атанас Воденичаров                             |
| (в 2 серии: I, III)                                                       | Сава Пиперов                                   |
| (в 3 серии: I, III, VIII)                                                 | Александър Христов                             |
| (в 2 серии: I, III)                                                       | Стефан Самсиев                                 |
| (в 2 серии: I, III)                                                       | Никола Николов                                 |
| Прокопий Кринит (в 2 серии: I, IV)                                        | Венцислав Божинов                              |
| (в 4 серии: I, II, V, VI)                                                 | Недялко Попдимитров                            |
| (в 4 серии: I, II, V, VI)                                                 | Георги Пенев                                   |
| (в 10 серии: I, II, III, IV, V, VI, VII, VIII, X, XI)                     | Петко Петков                                   |
| Мандалей (в 5 серии: I, II, IV, V, IX)                                    | Никола Дадов                                   |
| (в 6 серии: I, II, V, VI, VIII, X)                                        | Досьо Досев (като Доси Досев)                  |
| византийски военачалник (в 8 серии: I, II, III, IV, V, VII, VIII, XI)     | Стоян Миндов                                   |
| (в 2 серии: I, IX)                                                        | Любомир Мирчев                                 |
| (в 3 серии: I, II, IX)                                                    | Николай Чобанов                                |
| (в 2 серии: I, IX)                                                        | Иван Манов                                     |
| (в 1 серия: I)                                                            | Георги Ставрев                                 |
| (в 1 серия: I)                                                            | Панайот Янев                                   |
| (в 1 серия: I)                                                            | Жорж Македонски                                |
| (в 3 серии: I, III, X)                                                    | Кръстю Дойнов (в I с. като Кръстьо Дойнов)     |
| (в 1 серия: I)                                                            | Генчо Янев                                     |
| (в 8 серии: I, II, III, VI, VII, VIII, X, XI)                             | Тодор Тодоров                                  |
| (в 3 серии: I, II, VI)                                                    | Антония Драгова                                |
| (в 5 серии: I, II, V, VI, X)                                              | Живка Пенева                                   |
| (в 3 серии: I, III, IV)                                                   | Колю Маринов                                   |
| Ицвул, началникът на Ханко (в 4 серии: II, III, V, VI)                    | Васил Банов                                    |
| (в 3 серии: II, VII, VIII)                                                | Александър Дойнов                              |
| (в 4 серии: II, V, X, XI)                                                 | Емил Марков                                    |
| (в 2 серии: II, VI)                                                       | Стефан Джуров                                  |
| (в 2 серии: II, VI)                                                       | Николай Клисуров                               |
| Тахтун (в 7 серии: II, III, IV, V, VI, VII, VIII)                         | Милко Никодимов                                |
| войник от свитата на боил Севар(в 7 серии: II, III, IV, V, VI, VII, VIII) | Владимир Братанов                              |
| (в 7 серии: II, III, IV, V, VI, VIII, XI)                                 | Свилен Тонев                                   |
| (в 8 серии: II, III, IV, V, VI, VII, VIII, XI)                            | Нино Луканов                                   |
| (в 6 серии: II, III, IV, VI, VII, VIII)                                   | Антон Демирджиев                               |
| (в 6 серии: II, III, IV, VI, VIII, XI)                                    | Васил Пенов                                    |
| (в 8 серии: II, III, IV, V, VI, VII, VIII, XI)                            | Георги Димитров                                |
| (в 4 серии: III, IV, VIII, XI)                                            | Едмонд Грозданов                               |
| (в 1 серия: VII)                                                          | Магда Шалева                                   |
| (в 2 серии: VII, VIII)                                                    | Георги Николов                                 |
| (в 1 серия: IV)                                                           | Васил Бранов                                   |
| (в 2 серии: V, VI)                                                        | Антония Чолчева                                |
| (в 2 серии: V, VI)                                                        | Снежина Иванова                                |
| (в 1 серия: V)                                                            | Лиляна Шопова                                  |
| (в 1 серия: V)                                                            | Сашо Хаджиев                                   |
| (в 3 серии: IV, V, VIII)                                                  | Николай Джикелов (в V с. като Никола Джикелов) |
| (в 2 серии: IV, VIII)                                                     | Иван Стефанов                                  |
| Нона, дъщерята на болярина Ангеларий (в 3 серии: V, VI, VII)              | Аня Пенчева                                    |
| Лиса (в 2 серии: V, VI)                                                   | Таня Димитрова                                 |
| майката на Лиса (в 2 серии: V, VI)                                        | Невена Коканова                                |
| (в 1 серия: X)                                                            | Георги Билалов                                 |
| (в 1 серия: VIII)                                                         | Герасим Павлов                                 |
| (в 6 серии: III, VI, VII, VIII, X, XI)                                    | Георги Кодов                                   |
| (в 1 серия: VI)                                                           | Владимир Давчев                                |
| (в 1 серия: VII)                                                          | Герго Чернев                                   |
| (в 1 серия: VII)                                                          | Боил Мирчев                                    |
| (в 2 серии: VIII, XI)                                                     | Мирослав Косев                                 |
| (в 2 серии: VII, VIII)                                                    | Калин Арсов                                    |
| (в 1 серия: VIII)                                                         | Цветан Ватев                                   |
| (в 2 серии: III, VIII)                                                    | Христо Памуков                                 |
| (в 2 серии: III, VIII)                                                    | Жоро Иванов                                    |
| (в 1 серия: III)                                                          | Гаврил Цонков                                  |
| (в 1 серия: III)                                                          | Соня Агова                                     |
| болярката, жената на болярина Михаил (в 1 серия: IX)                      | Виолета Гиндева                                |
| игумен от Подвеския манастир (в 1 серия: IX)                              | Антон Горчев                                   |
| (в 1 серия: IX)                                                           | Димитър Панов                                  |
| (в 1 серия: IX)                                                           | Енчо Енчев                                     |
| (в 1 серия: IX)                                                           | Петко Иванов                                   |
| (в 1 серия: IX)                                                           | Велика Цанкова                                 |
| (в 1 серия: IX)                                                           | Каранфила Кръстева                             |
| (в 3 серии: VI, IX, X)                                                    | Лука Караилев                                  |
| майката на император Константин Багрянородни (в 1 серия: X)               | Мария Стефанова                                |
| (в 2 серии: X, XI)                                                        | Христо Куновски                                |
| (в 2 серии: X, XI)                                                        | Вихрен Алексиев                                |
| (в 1 серия: X)                                                            | Красимира Петрова                              |
| (в 2 серии: V, VI)                                                        | Петрана Флорова                                |
| (в 2 серии: X, XI)                                                        | Иван Томов                                     |
| (в 2 серии: X, XI)                                                        | Иван Андреев                                   |